# Datura wrightii
Datura wrightii là loài thực vật có hoa trong họ Cà. Loài này được Regel mô tả khoa học đầu tiên năm 1859.